# Wialikaja Dubrauka
Wialikaja Dubrauka (biał. Вялікая Дубраўка; ros. Большая Дубровка, pol. hist. Dubrowka) – wieś na Białorusi, w obwodzie mohylewskim, w rejonie mohylewskim, w sielsowiecie Machawa.
W XIX w. wieś i folwark. Do 1917 położona była w Rosji, w guberni mohylewskiej, w powiecie bychowskim. Następnie w granicach Związku Sowieckiego. Od 1991 w niepodległej Białorusi.